# 卡什坦基島
卡什坦基島是俄羅斯的島嶼，屬於北地群島的一部分，位於十月革命島以北的紅軍海峽東部，由克拉斯諾亞爾斯克邊疆區負責管轄，長2.4公里、寬500米，最高點海拔高度8米。